# داني أوشن
دانيال موراليس والمعروف باسم داني أوشن (بالإسبانية: Danny Ocean) (سابقا: داني أو. سي. تي)، هو مغني ومنتج فنزويلي ولد في كاراكاس، فنزويلا ولكنه من سكان ميامي، فلوريدا.
بدأ مسيرته المهنية في الموسيقى عند العام 2009، وذلك بعدما فتح قناة له على يوتيوب يقوم فيها بنشر فيديوهات له، أما أفضل أغانيه المعروفة فهي تلك التي تحمل عنوان "Me Rehúso", والتي صدرت في سبتمبر عام 2016،  واستؤنفت في عام 2017 في العديد من بلدان أمريكا اللاتينية وأوروبا والولايات المتحدة،  مع إصدار لها باللغة الإنجليزية تحت عنوان «حبيب أريد...». وقد أدى نجاح الأغنية إلى جعله أول فنان مستقل يضع نفسه في عالم الموسيقى اللاتينية في منصة سبوتيفي.

## الألبومات

### الجماعية
- 2014: Paracaídas (تحت اسم داني O. C. T)

### الفردية
| "Me Rehúso" / "حبيبي أريد... "                        | 2016 | 7 | 6 | 5 | 1 | 82 | 3 | 96 | 34 | 13 | 19 | - اتحاد صناعة الموسيقى الإيطالية: جائزتين - برودوكوتوريس دي ميوزيكا دي إسبانيا: 6 جوائز | سيُعلن لاحقاً |
| "—" ترمز إلى التسجيل الذي لم يفرج عنه في ذلك الإقليم. |      |   |   |   |   |    |   |    |    |    |    |                                                                                         |             |

## الجوائز والترشيحات
| العام | الجائزة                         | الفئة           | الأغنية     | النتيجة |
| ----- | ------------------------------- | --------------- | ----------- | ------- |
| 2017  | بريميوس خوبينتود                | الفنان الوحي    | نفسه        | رُشِّح     |
| 2017  | جوائز اختيار الاطفال في المكسيك | الأغنية المفضلة | "Me Rehúso" | رُشِّح     |
| 2017  | 2017 جوائز MTV                  | أفضل أغنية      | "Me Rehúso" | رُشِّح     |

## روابط خارجية
- داني أوشن على موقع ميوزك برينز (الإنجليزية)
- داني أوشن على موقع أول ميوزيك (الإنجليزية)
- داني أوشن على موقع ديسكوغز (الإنجليزية)